# Aglaonema
Aglaonema es un género de 20 especies de plantas de flores perteneciente a la familia Araceae, nativo de las selvas tropicales húmedas del sudoeste de Asia desde Bangladés a Filipinas y norte y sur de China. 

## Descripción
Son plantas herbáceas perennes que alcanzan 20-150 cm de altura. Las hojas son alternas en los tallos, lanceoladas a estrechamente ovadas, oscuras o medio verdes con 10-45 cm de longitud y 10-16 cm de ancho, dependiendo de la especie. Las flores son  los espádices de color blanco o blanco verdoso que puede dar camino a las bayas rojas. 

## Taxonomía
El género fue descrito por Heinrich Wilhelm Schott y publicado en Wiener Zeitschrift für Kunst, Litteratur, Theater und Mode 1829(3): 892. 1829. La especie tipo es: Aglaonema oblongifolium Schott. 

## Especies seleccionadas
- Aglaonema brevispathum
- Aglaonema commutatum
- Aglaonema costatum
- Aglaonema crispum
- Aglaonema hookerianum
- Aglaonema modestum
- Aglaonema nebulosum
- Aglaonema nitidum
- Aglaonema pictum
- Aglaonema rotundum
- Aglaonema siamense
- Aglaonema simplex